# Miller (Automobilhersteller)
Miller war ein US-amerikanischer Hersteller von Automobilen.

## Unternehmensgeschichte
J. W. Miller war Mechaniker. 1901 stellte er in Trail einige Automobile her. Der Markenname lautete Miller.
1902 erfolgte der Zusammenschluss mit einigen Geschäftsleuten aus Orrville in Ohio. Genannt sind H. M. Bechtel, S. M. Brenneman und S. P. Eshelman. Die Produktion wurde nach Orrville verlagert. Sie endete im gleichen Jahr.

## Fahrzeuge
Die Fahrzeuge hatten Ottomotoren.

## Übersicht über Pkw-Marken aus den USA, dieMillerbeinhalten
| Marke         | Hersteller                            | Vermarktungsbeginn | Vermarktungsende | Ort, Bundesstaat         |
| ------------- | ------------------------------------- | ------------------ | ---------------- | ------------------------ |
| Frayer-Miller | Buckeye National Motor Car Company    | 1904               | 1909             | Springfield, Ohio        |
| Miller        | Miller                                | 1901               | 1902             | Orrville, Ohio           |
| Miller        | Miller Motor Company                  | 1907               | 1907             | Bridgeport, Connecticut  |
| Miller        | Miller Car Company                    | 1911               | 1914             | Detroit, Michigan        |
| Miller        | Harry A. Miller Manufacturing Company | 1928               | 1932             | Los Angeles, Kalifornien |
| Miller-Peters | Miller-Peters Motor Car Company       | 1907               | 1907             | Newport, Kentucky        |
| Miller-Quincy | E. M. Miller Company                  | 1922               | 1924             | Quincy, Illinois         |